# Phanerotoma upoluensis
Phanerotoma upoluensis är en stekelart som beskrevs av Herbert Zettel 1990. Phanerotoma upoluensis ingår i släktet Phanerotoma och familjen bracksteklar. Inga underarter finns listade i Catalogue of Life.